# Dawid Dawidowitsch Burljuk

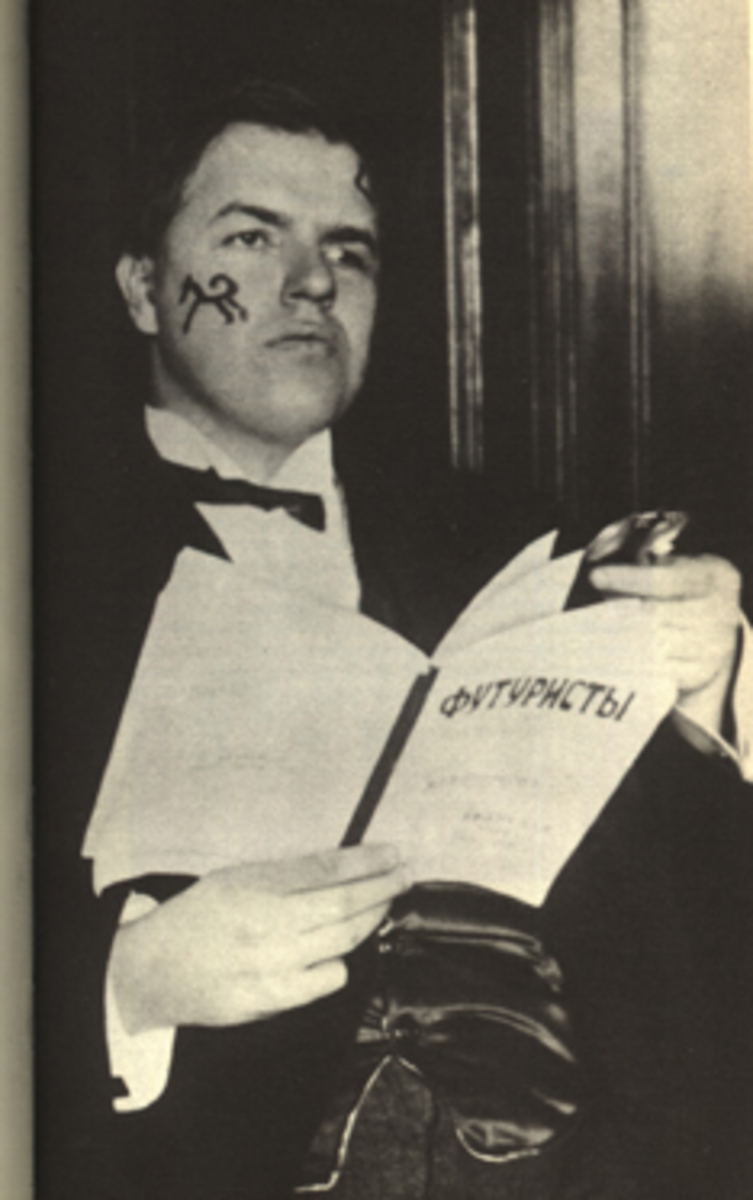
Dawid Burljuk

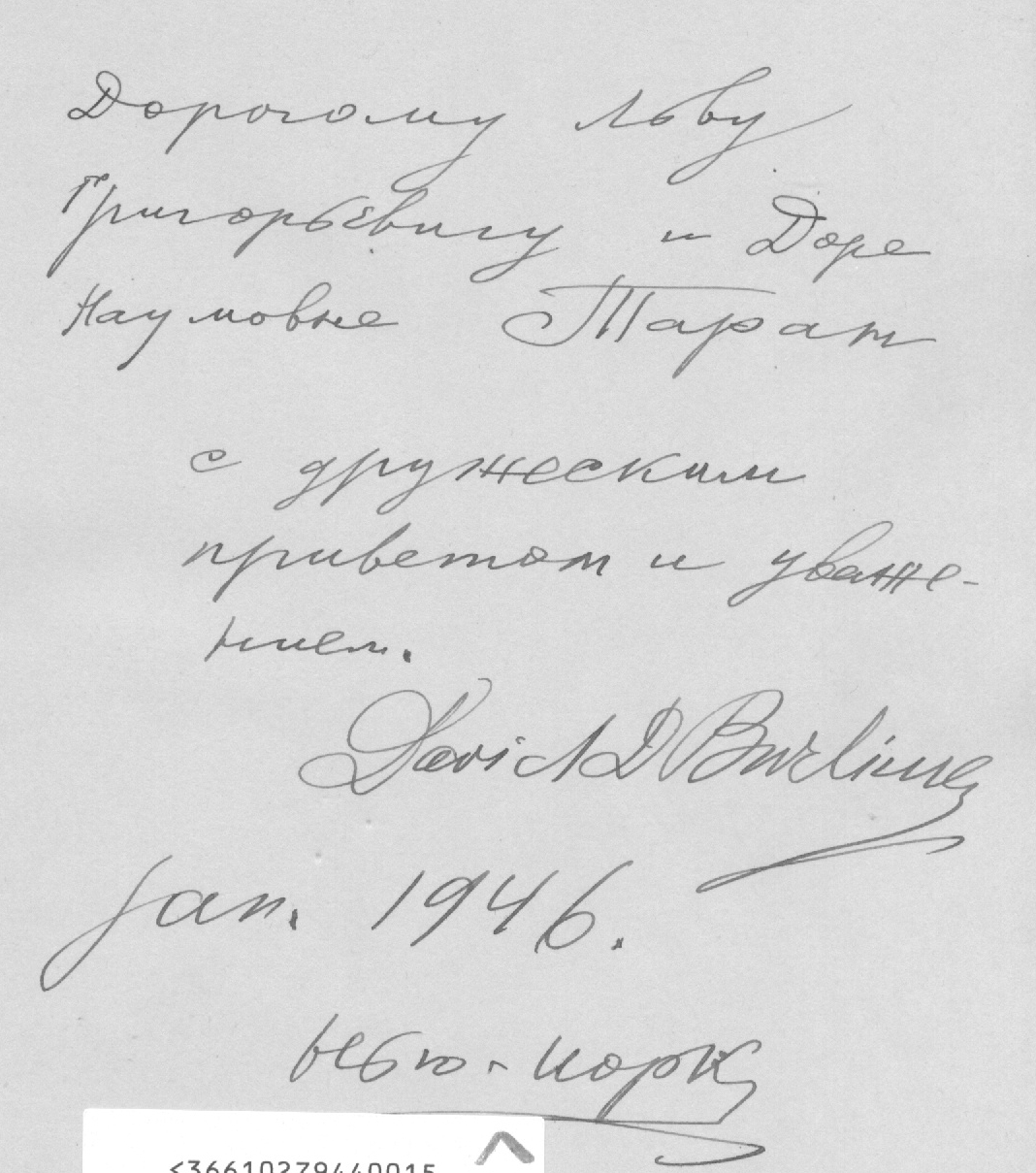
Autogramm von Dawid Burljuk

Dawid Dawidowitsch Burljuk (russisch Давид Давидович Бурлюк; wiss. Transliteration David Davidovič Burljuk; * 9. Julijul. / 21. Juli 1882greg. in Semirotowschtschina, Gouvernement Charkow; † 15. Januar 1967 in Southampton (New York)) war ein amerikanischer Dichter und bildender Künstler, der zur Russischen und Ukrainischen Avantgarde zählte. Seine Geschwister Ljudmila, Wladimir und Nikolai waren ebenfalls Avantgardekünstler.

## Leben und Werk
Dawid Burljuk besuchte von 1898 bis 1902 abwechselnd die Kunsthochschulen in Kasan und Odessa. Gemeinsam mit seinem Bruder Wladimir Burljuk studierte er ab 1902 in München an der Schule von Anton Ažbe und an der Königlichen Akademie der Schönen Künste bei Wilhelm von Diez, 1904/05 bei Fernand Cormon an der École nationale supérieure des beaux-arts in Paris.
1907 kehrte Burljuk aus dem Ausland zurück und wurde zu einer der führenden Persönlichkeiten der Avantgarde. Burljuk war Mitbegründer und Mitglied avantgardistischer künstlerischer Vereinigungen (Hyläa, Eselsschwanz) und nahm an zahlreichen avantgardistischen Ausstellungen teil: Der Kranz (russ. Венок) in Moskau (1907–1908), Das Dreieck (russ. Треугольник) in St. Petersburg (1910), Karo-Bube, Bund der Jugend (russ. Союз Молодежи) (1910–1912). 1908 organisierte er die Ausstellung Sweno in Kiew, zu der er auch sein erstes Manifest herausgab.
1911 schrieb Burljuk einen Beitrag für den Katalog der zweiten Ausstellung der Neuen Künstlervereinigung München (N.K.V.M.) und 1912 den Beitrag Die „Wilden“ Russlands für den Almanach Der Blaue Reiter.; in der Ausstellung der Künstlergruppe wurden die Gemälde Kopf und Pferde gezeigt, im Almanach war der Kopf reproduziert  1913 nahm er gemeinsam mit Bruder Wladimir am Ersten Deutschen Herbstsalon in der Berliner Galerie „Der Sturm“ von Herwarth Walden teil, von ihm wurden fünf Bilder zum Verkauf angeboten. In Zusammenarbeit mit den Dichtern Wladimir Majakowski und Wassili Kamenski organisierte er 1913/1914 eine Tournee der Futuristen durch 17 russische Städte. Zusammen mit Robert Genin, Alexej Jawlensky, Wassily Kandinsky und Marianne von Werefkin nahm er 1914 an der Baltischen Ausstellung in Malmö teil.
Dawid Burljuk war Autor vieler futuristischer Publikationen (Der brüllende Parnaß, Das Altarbuch der Drei, Garten der Richter u. a.); ab 1915 war er Redakteur des Ersten Futuristischen Journals und ab 1918 Mitherausgeber der Zeitung der Futuristen.
Nachdem er sich während der Oktoberrevolution von 1917 bis 1919 im Ural und in Sibirien aufhielt, entschied er sich, Russland zu verlassen.
In den Jahren 1920 bis 1922 bereiste er Japan und den Südpazifik und emigrierte ab 1922 für den Rest seines Lebens in die Vereinigten Staaten.
In den USA gab David Burljuk die Zeitschrift Color and Rhyme heraus. In seinem Todesjahr 1967 wurde er in die American Academy of Arts and Letters aufgenommen.
Am 1. September 2016 wurde in Odessa eine Gedenktafel zu Ehren Burljukas enthüllt.

## Werke
- David Burliuk: Second manifest / David Burliuk, radio-futurist, artist and poet. 1927
- N. A. Zubkova (Hrsg.): Fragmenty iz vospominanij futurista. 1994

Fotos

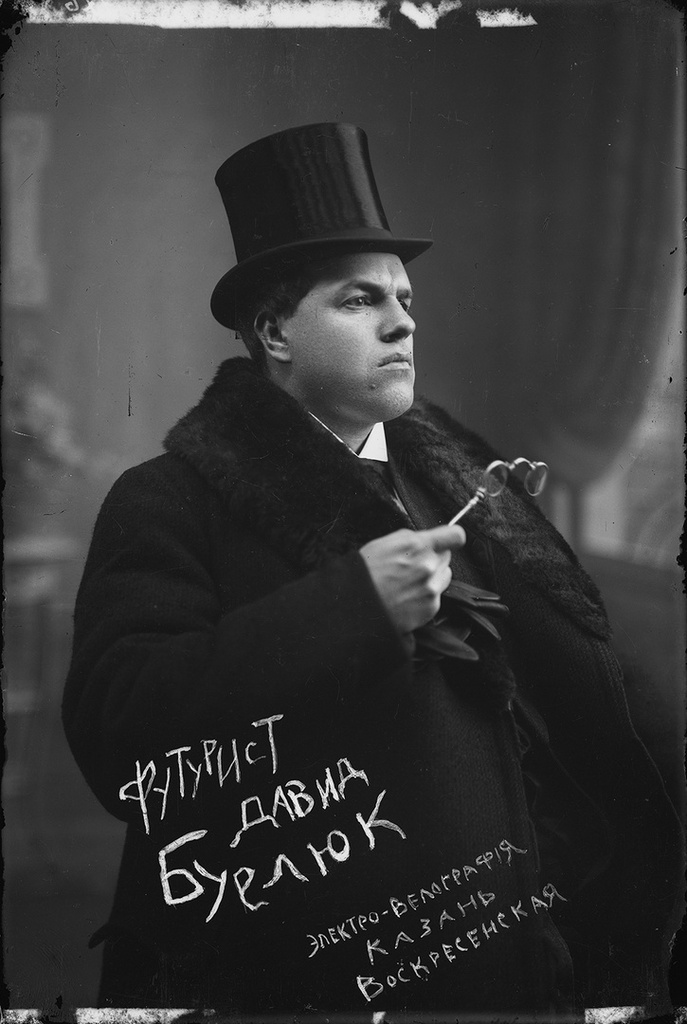
Dawid Burljuk (in den 1910er Jahren)
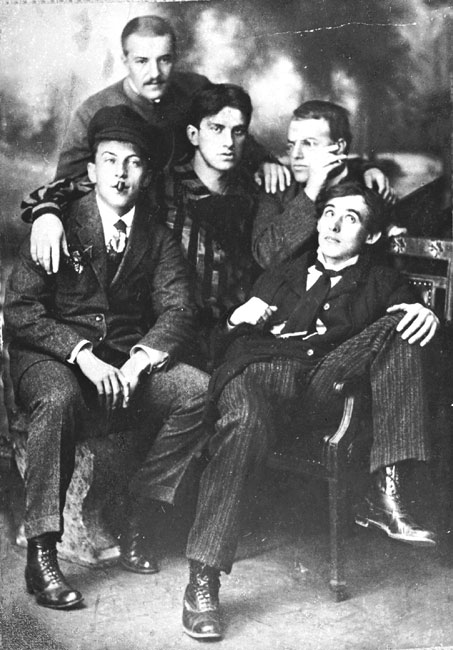
Von links: Benedikt Liwschiz, Wladimir Burljuk, Wladimir Majakowski, Dawid Burljuk, Alexei Krutschonych (um 1912)
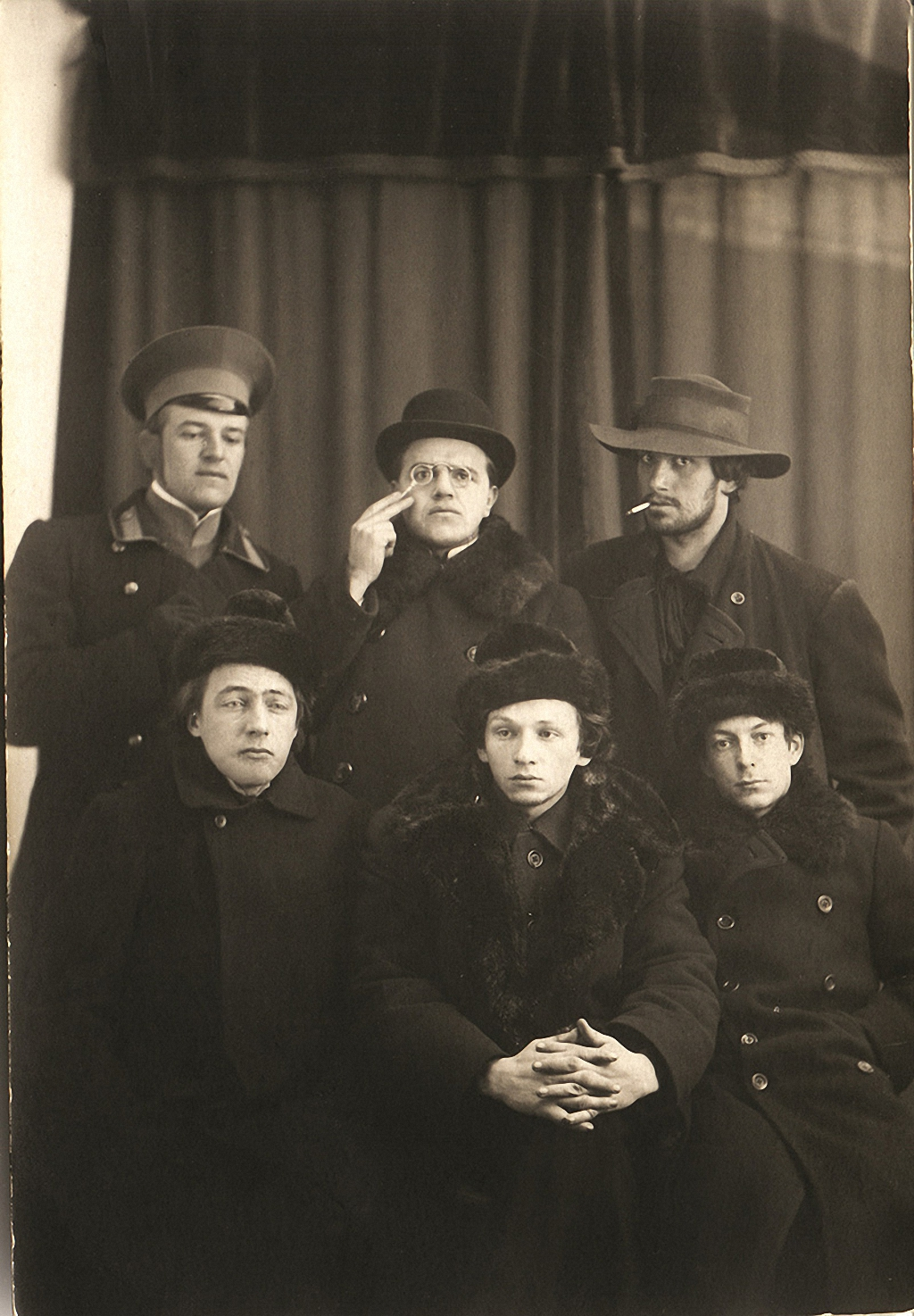
Von links, oben: Nikolai Burljuk, David Burljuk, Wladimir Majakowskij, unten: Welimir Chlebnikow, G.L. Kuzmin, S.D. Dolinskij (1912)

Arbeiten

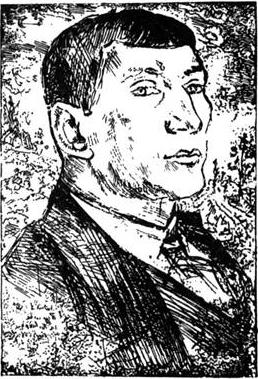
Dawid Burljuk: Benedikt Liwschitz (1911)
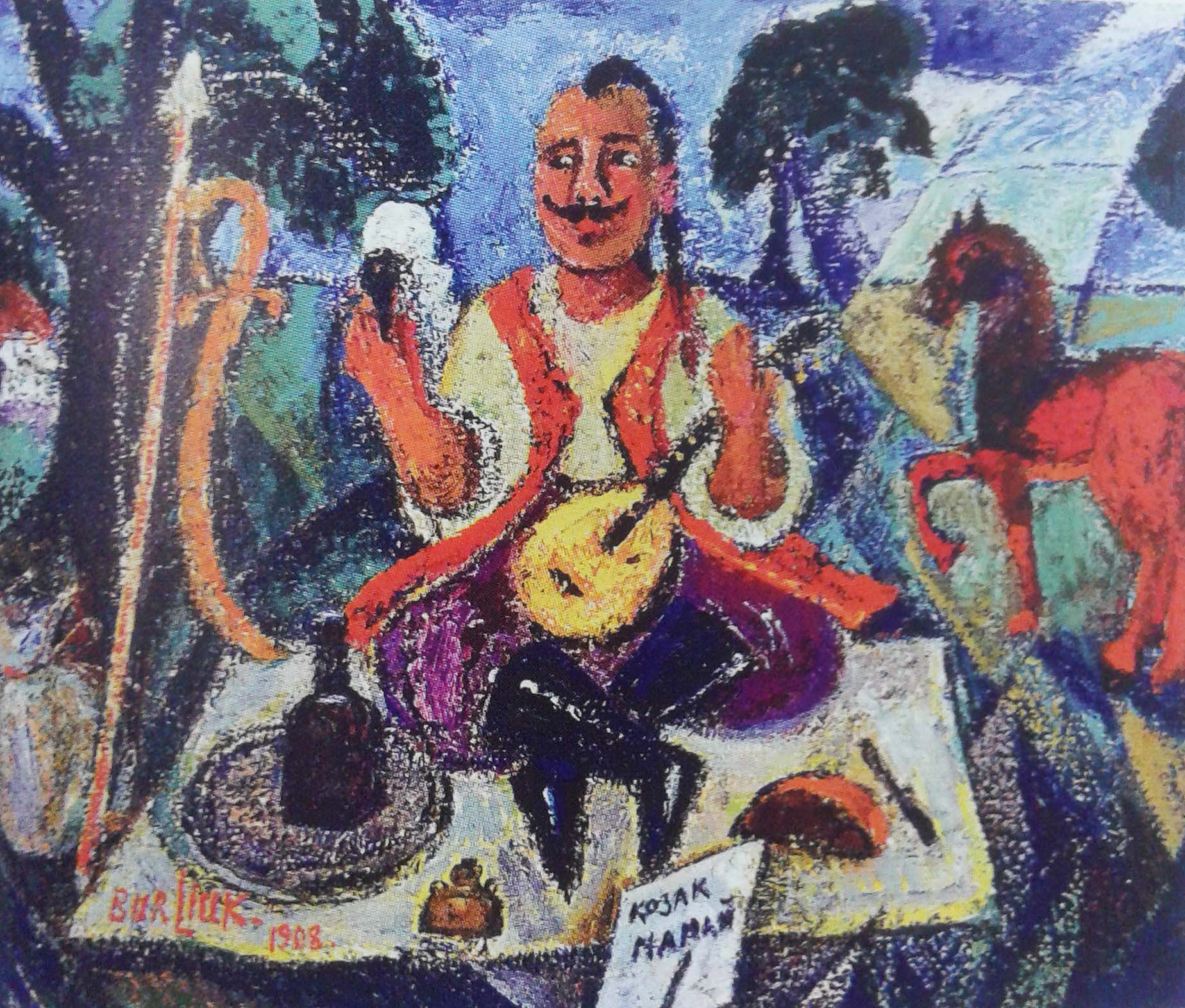
Dawid Burljuk: Kosak Mamaj, (1912)
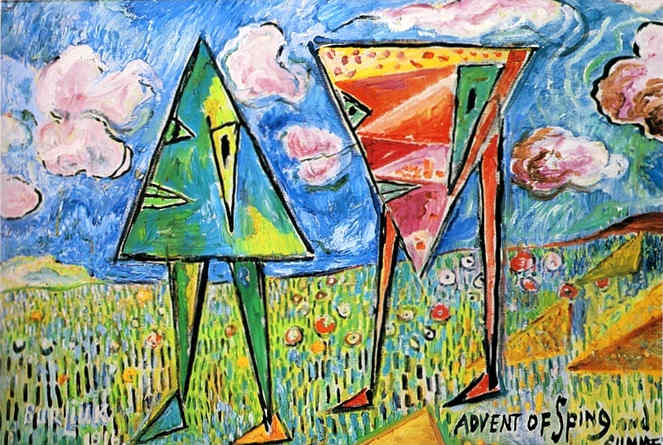
Dawid Burljuk: Frühling (1914)
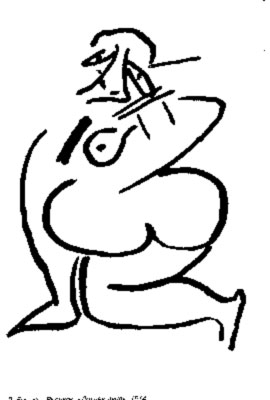
Dawid Burljuk: Dokhlaya Luna (1914)
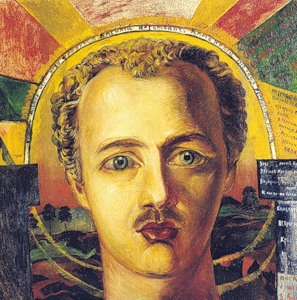
Dawid Burljuk: Porträt von Wassili Kamenski (1917)

### Ausstellungskataloge
- David Burliuk: Bilder von 1907 bis 1966. Die erste große Retrospektive – Ausstellung in Deutschland des russischen Futuristen und letzten überlebenden Mitgliedes der Gruppe „Der blaue Reiter“. Bauhaus-Universität-Weimar. Ausstellung vom 2. September bis 15. Oktober 1966.